# 熊霓
熊霓（2003年2月14日—），英文名Michelle ，台灣女藝人、國標舞舞蹈員，現為樂天女孩與慕獅女孩成員。

## 生平
專長為國標舞十項(拉丁、摩登)、MV舞、New Jazz。曾參與香港荷花盃國際公開賽，並獲得16歲組及跨組21歲組拉丁舞第一名。自小二起開始接觸國標舞，也利用每年的寒暑假至義大利移地訓練，接受4位世界冠軍教練栽培，時間長達8年至今。
2021年，於「猿來是妳」徵選中以「狀元」之姿入選Rakuten Girls出道，為現役成員中年紀較輕者。

## 演藝經歷

### 啦啦隊
| 年份       | 隊伍名稱         | 備註                                   |
| 2021－至今 | 樂天女孩         | 中華職棒樂天桃猿啦啦隊                 |
| 2021年     | 桃園領航猿啦啦隊 | PLG桃園領航猿專屬啦啦隊                |
| 2024-至今  | 慕獅女孩         | 台灣職業籃球大聯盟新竹御嵿攻城獅啦啦隊 |

### 音樂
| 年份          | 歌名          | 備註                          |
| 2021年9月10日 | 《一起勇敢》  | 與Rakuten Girls共同演出       |
| 2022年10月7日 | 《Rise Up》   | 與Rakuten Girls共同演出       |
| 2023年10月7日 | 《Ready Go》  | 與Rakuten Girls共同演出       |
| 2024年9月29日 | 《Big Dream》 | 與Rakuten Girls(紅隊)共同演出 |

### 寫真
| 名稱       | 備註                   |
| 《霓·裳》  | 2022年樂天女孩寫真桌曆 |
| 《等霓來》 | 2023年樂天女孩寫真桌曆 |

## 外部連結
- 熊霓♡Michelle18的Instagram帳戶